# Lažany (okres Blansko)
Lažany (v horském nářečí Lažane) jsou obec v okrese Blansko v Jihomoravském kraji. Žije zde 453 obyvatel.

## Historie
První písemná zmínka o obci pochází z roku 1353. Od roku 1390 byl pozemek obce rozdělen do dvou rodin, a to mezi pány z Boskovic a pány z Černé Hory. V roce 1504 Ladislav z Boskovic prodal část pozemků městu Brnu, odkud se neznámo jak dostal do vlastnictví řádu maltézských křižovníků.
V roce 1793 zde bylo 34 domů se 186 obyvateli. V roce 1900 šlo o 48 domů a 329 obyvatel.

## Současnost
Obec se nachází na staré trstenické obchodní cestě, nyní na silnici I/43 směr Brno – Svitavy. V obci byl postaven kulturní dům, ve kterém probíhají různé kulturní akce (např. divadlo a bály), fotbalové hřiště s šatnami, kluziště s boudou na převlékání a uvaření si teplého nápoje a požární nádrž, kterou lze přes léto využívají lidé jako koupaliště. U ní se nachází WC, občerstvení, prolézačky pro děti a tenisový kurt. Obec má taky vlastní hasičskou zbrojnici. Obcí protéká potůček Lažánka.

## Společenský život
V obci je také spolková činnost. Fungují zde fotbalové oddíly mužů, dorostu a žen při TJ Sokol Lažany. Ženské fotbalové družstvo zde má tradici od roku 1955. Členové sboru dobrovolných hasičů se zúčastňují soutěží v požárním sportu, pořádají masopust a další akce. V roce 1998 vznikl místní ochotnický divadelní spolek Vosmikráska, který navázal na divadelní tradice z doby první republiky.

## Pamětihodnosti
- smírčí kříž
- dva smírčí kameny
- hospoda ze 16. století "U Kovářů"
- kaple sv. Jana Nepomuckého
- pomník padlých
- v roce 2006 postavená studánka U Ludmily

## Galerie

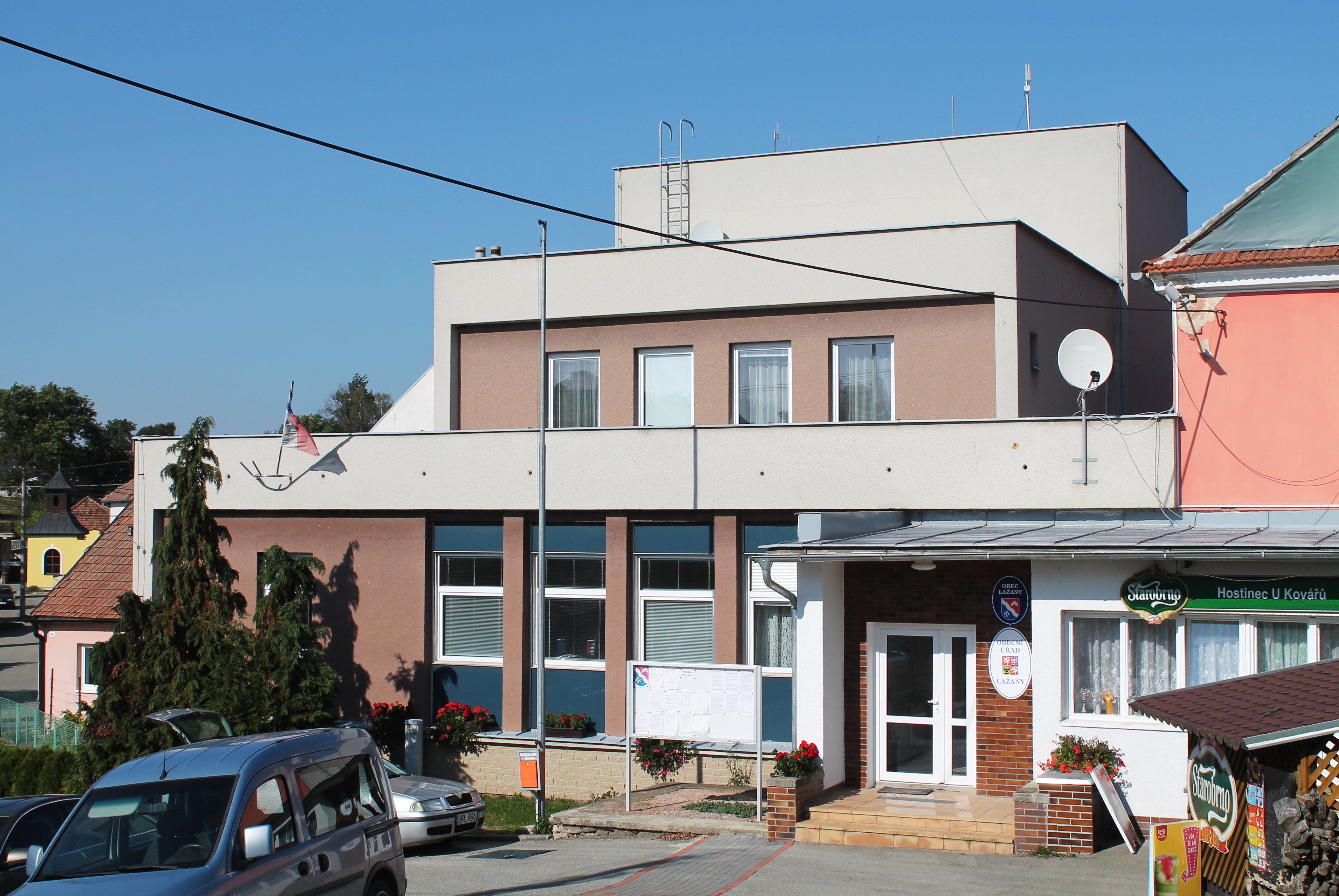
Obecní úřad
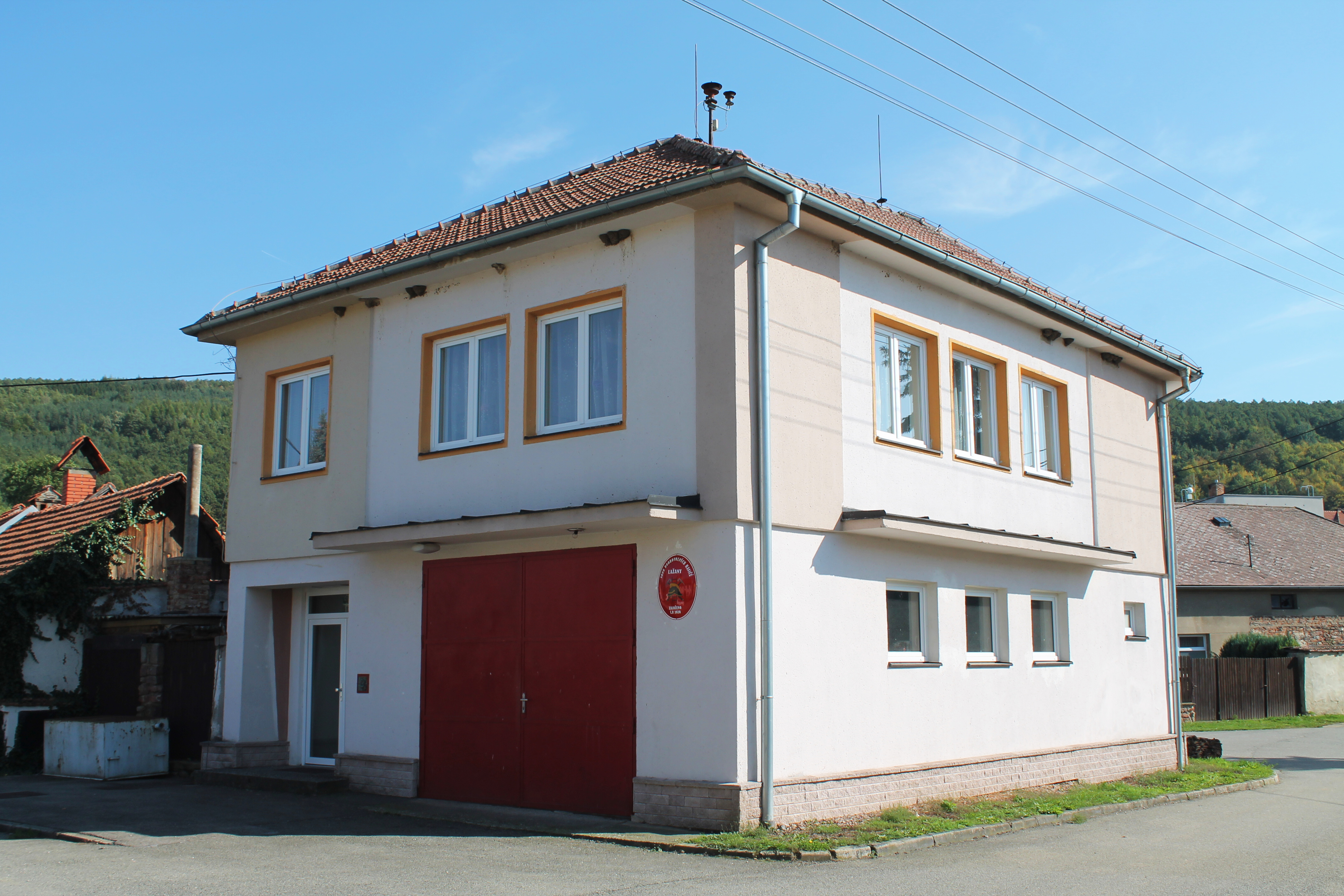
Hasičská zbrojnice
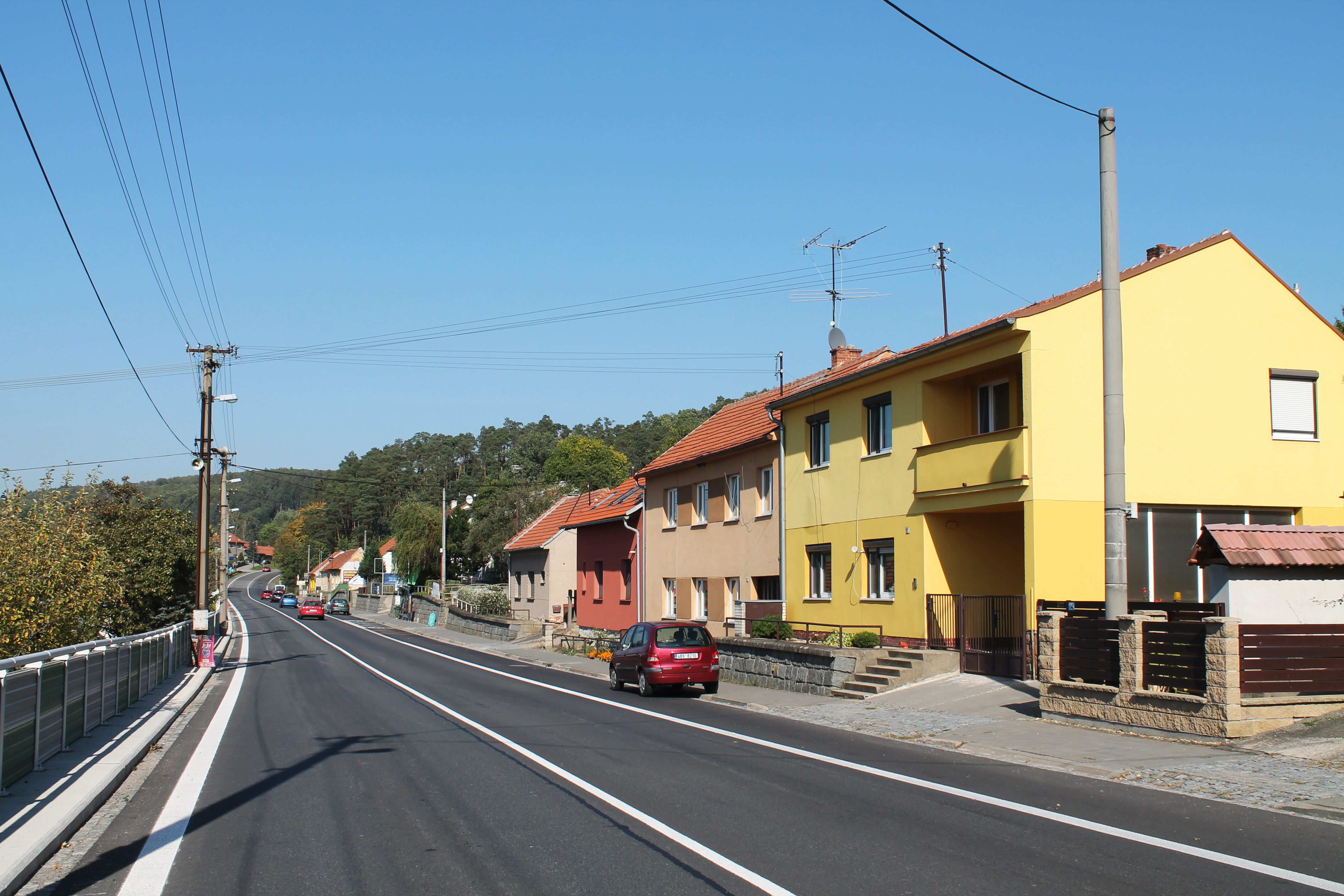
Průtah silnice I/43
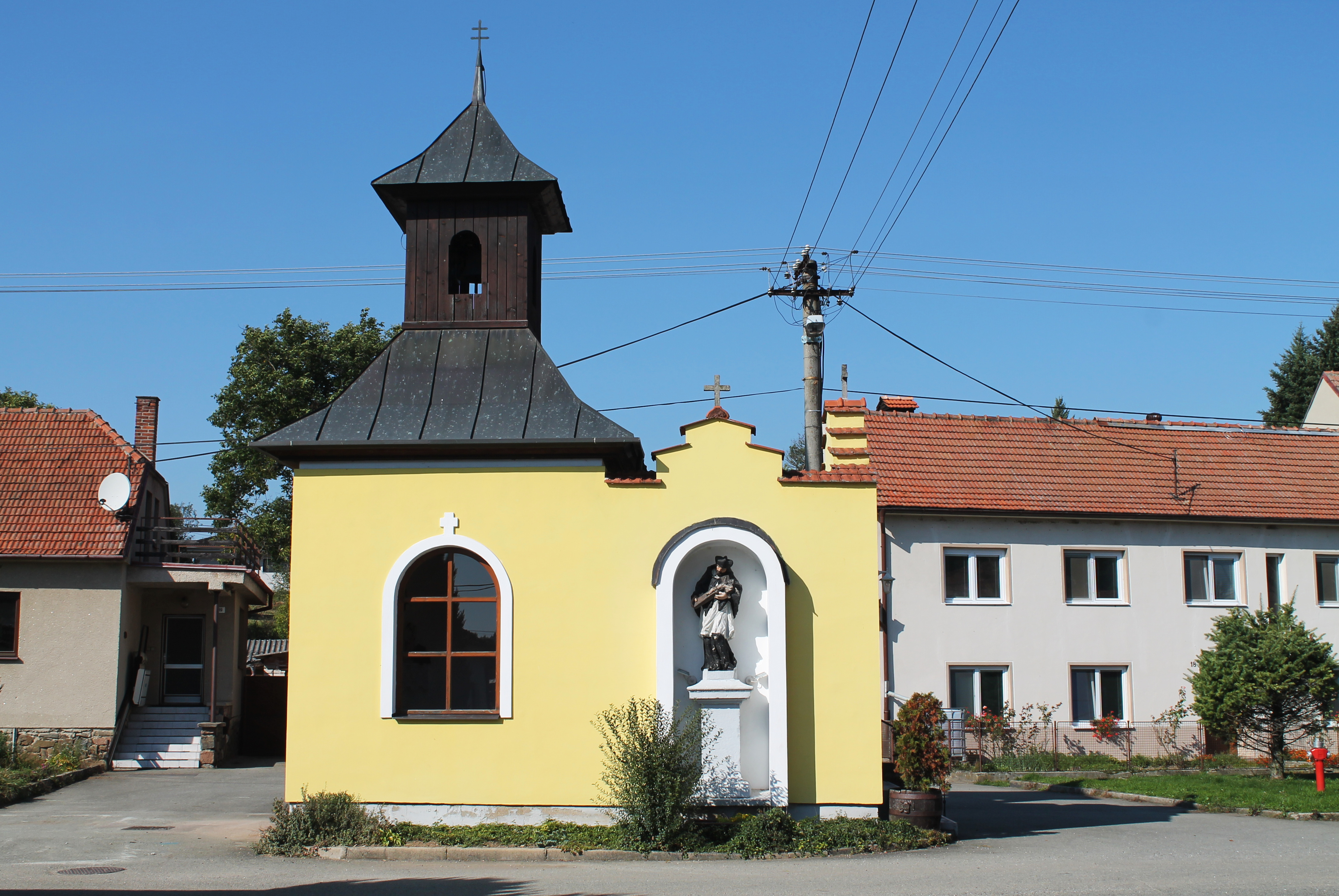
Kaple svatého Jana Nepomuckého
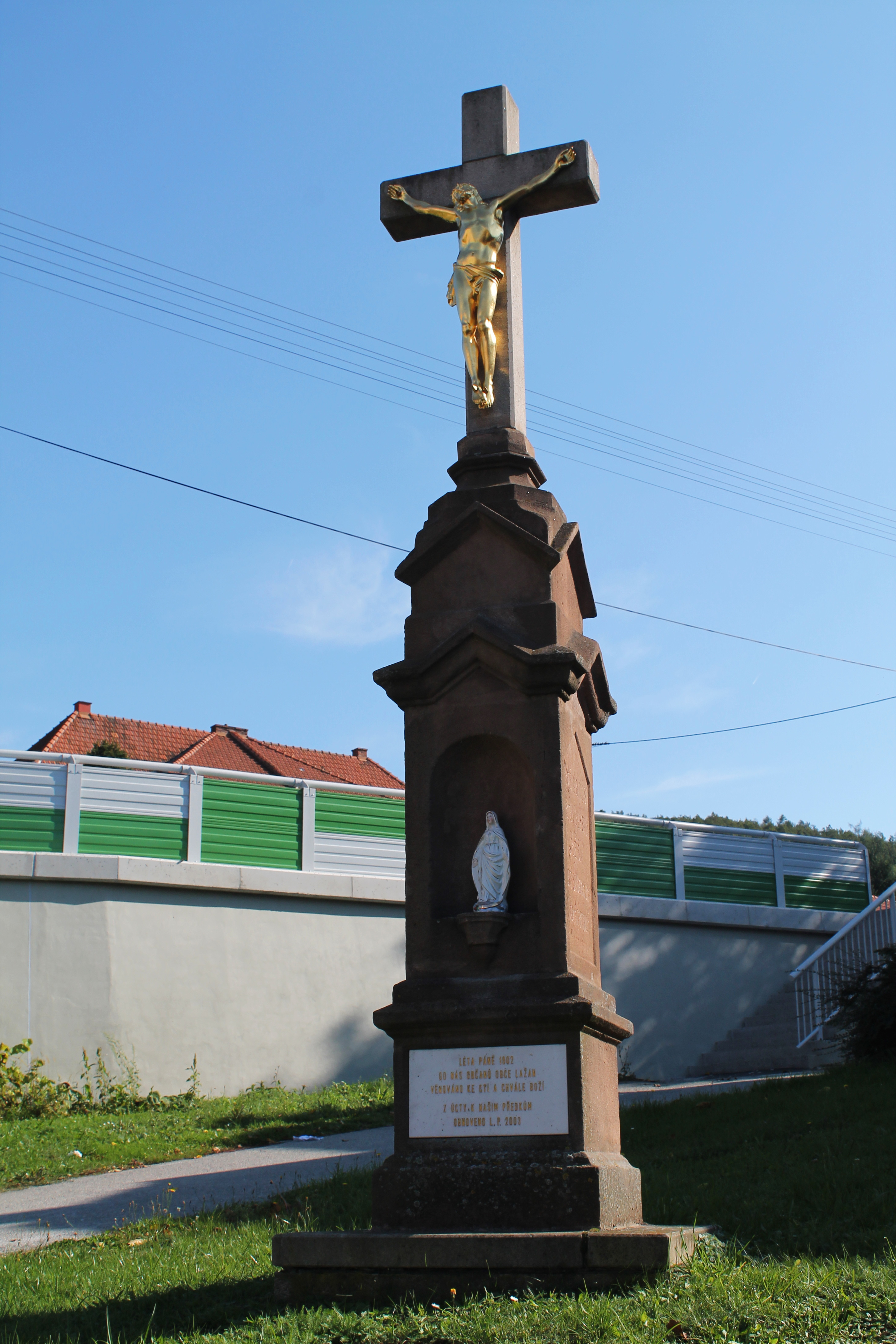
Kříž u obecního úřadu
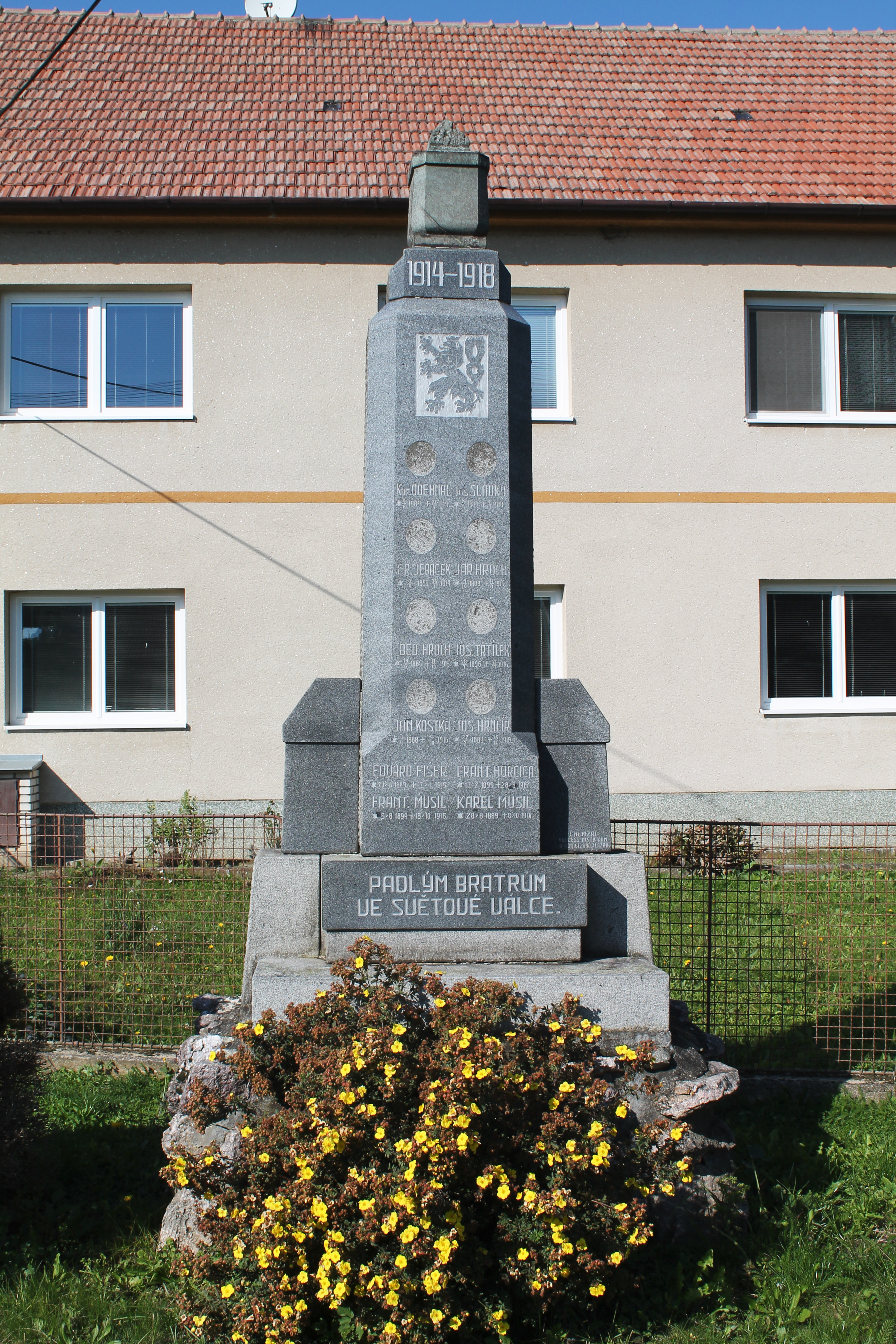
Pomník padlým
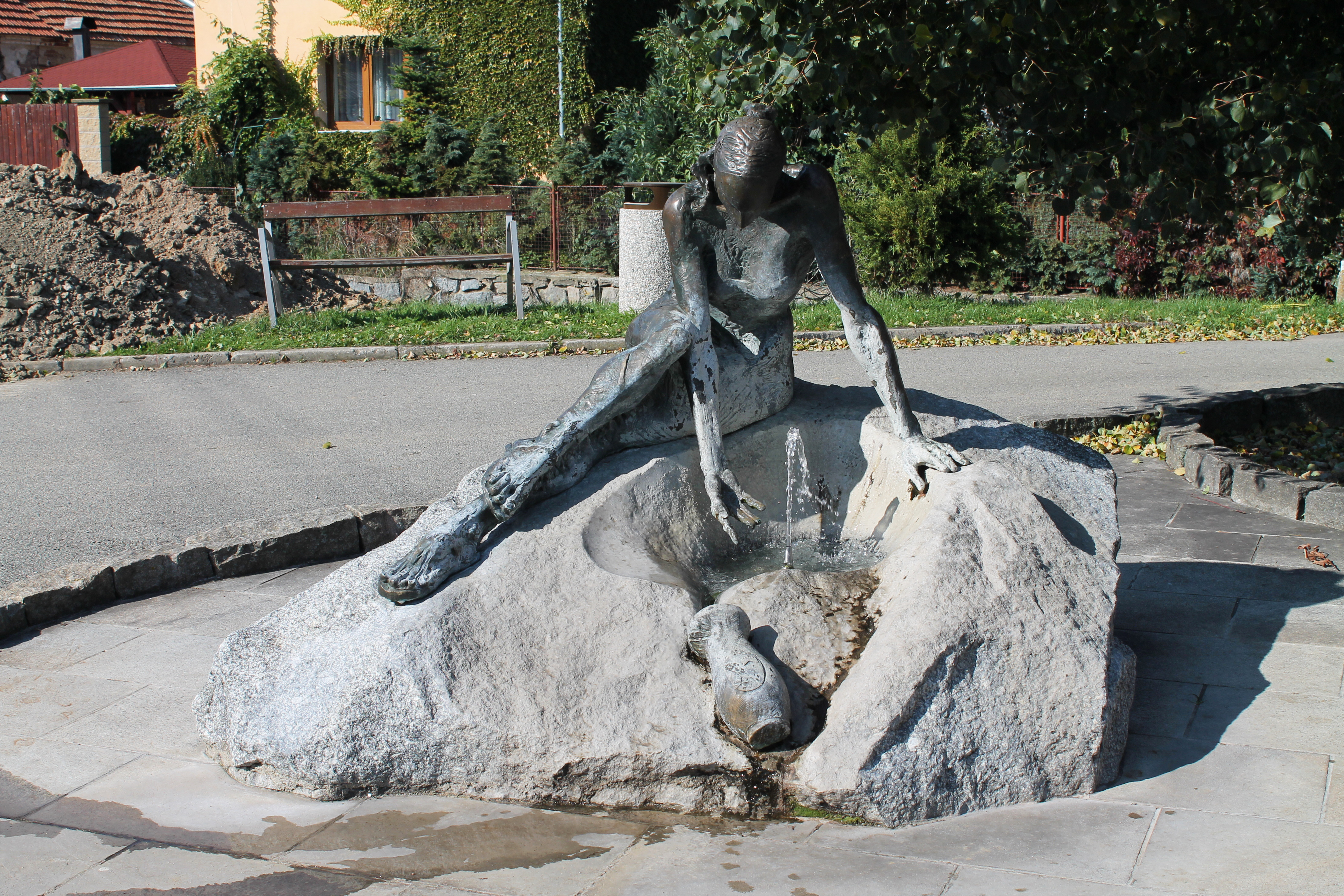
Studánka U Ludmily
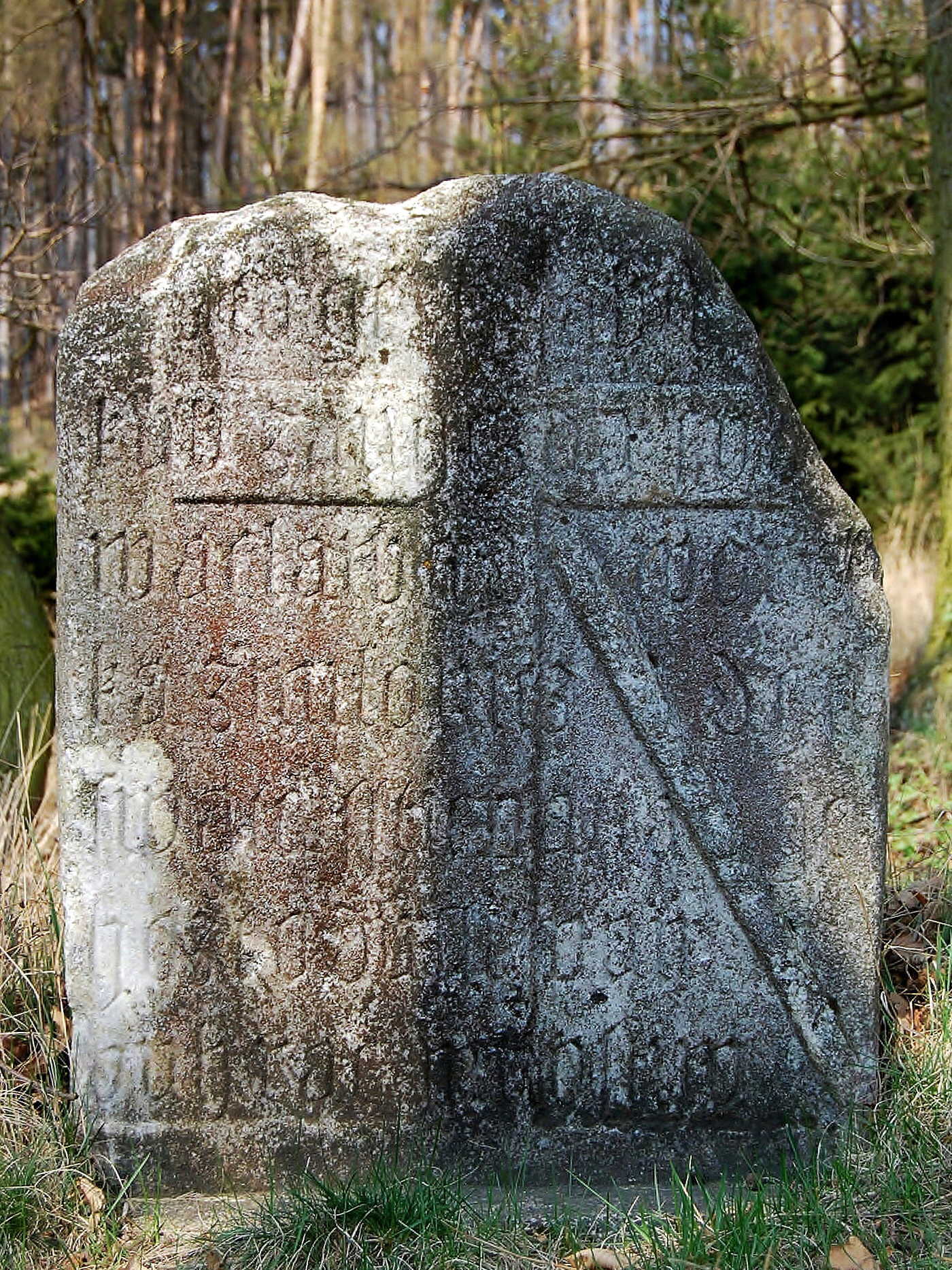
Smírčí kámen u obce